# دميا ووكر
دميا ووكر (بالإنجليزية: DeMya Walker)‏ مواليد 28 نوفمبر 1977 في نيوجيرسي، هي لاعبة كرة سلة أمريكية بدأت مسيرتها الاحترافية في سنة 1999. تم اختيارها من قبل فريق مينيسوتا لينكس خلال الدرافت. حققت المركز الثالث في دورة الألعاب الأمريكية 1999. فازت بلقب دوري المحترفات.

## المسيرة الاحترافية
لعبت مع ساكرامنتو موناركس من سنة 2003 إلى 2009، ثم لعبت مع كونيتيكت صن في موسم 2010–2011، ثم لعبت مع واشنطن ميستيكس في سنة 2011، ثم لعبت مع نيويورك ليبرتي في موسم 2012–2013.

## الميداليات
| الميدالية | المسابقة                    |
| --------- | --------------------------- |
| برونزية   | دورة الألعاب الأمريكية 1999 |

## روابط خارجية
- دميا ووكر على موقع الاتحاد الوطني لكرة السلة النسائية (الإنجليزية)
- دميا ووكر على موقع كرة السلة الأوروبية.كوم (الإنجليزية)
- دميا ووكر على موقع كلية كرة السلة في سبورتس رفرنس.كوم (الإنجليزية)
- دميا ووكر على موقع بروبوليرز (الإنجليزية)
- دميا ووكر على موقع سبورتس رفرنس (الإنجليزية)